# Lar do Menino Jesus
Entidade Assistencial sem fins lucrativos em Caconde, Estado de São Paulo.
Foi fundada em 18 de janeiro de 1959 pelo médico cacondense Dr. Hugo Orrico, tendo sido declarada de utilidade pública municipal, estadual e federal.
CERTIFICADO de Entidade de Fins Filantropicos.

## Da fundação
Em Janeiro de 1959, o Dr. Hugo Orrico, sensibilizado por ver tantas crianças perambulando e mendigando todos os dias pela cidade, lançou um convite à sociedade cacondense nos seguintes termos:
"CONVITE
Convida-se o povo desta cidade para uma reunião a realizar-se no prédio da Ação Católica no dia 18 de janeiro de 1959, às 14:00 horas, a fim de tratar-se da fundação do lar ao menor desamparado. Atenciosamente agradece.
Hugo Orrico
Caconde, Janeiro de 1959."

Aos quatro dias do mẽs de fevereiro de 1959 foi empossada a primeira diretoria escolhida, a saber:.
Dr. Hugo Orrico - presidente
Antonio Alves Neto - vice presidente
Juvenal Aparecido Nigro - 1. secretário
Prof. Antônio Rambaud - 2. secretário
José Carneiro Filho - 1. Tesoureiro
Francisco Biondi - 2. Tesoureiro
Conselho Fiscal: José Orrico, Sebastião Ferreira Barbosa, João José Nigro
Suplentes no conselho fiscal: Antônio Maríngoli, Dr. José de Paiva Dutra,Padre Pedro Jarussi

## Primeiras Campanhas
Foram realizadas diversas ações para angariar os fundos necessários à construção de um abrigo para menores carentes.
Consta em ata do dia 18 de agosto de 1960 a doação de um terreno através do então prefeito Sr José Orrico. Entre as mobilizações de apoio da sociedade local até então realizadas, constam uma lista de contribuições espontâneas dos empregados da empresa Camargo Correa, que operava na região na construção da Usina Hidrelétrica de Caconde. A Casa da Amizade que realizou bazar de roupas. O cine Alvorada dedicou à entidade a renda com a projeção de dois filmes. Logrou-se realizar uma campanha de doação de tijolos, tendo-se obtido 30 milheiros de tijolos. Outras ações, como rifas, jantares dançantes, bazares, contribuíram na mobilização da sociedade local para a concretização da empreitada.
Graças à boa vontade de algumas famílias cacondenses, seis crianças desabrigadas foram adotadas.

## Sede Provisória
Consta na ata de 08 de março de 1965 que, embora a diretoria da entidade e a sociedade local tenham se mobilizado desde a fundação para atendimento aos menores carentes, oferecendo medicamentos, roupas, calçados, encaminhamentos às escolas, ensinamentos básicos de higiene, havia a consciência de que os recursos obtidos junto à sociedade e órgãos públicos ainda eram escassos, não sendo possível a conclusão de uma sede definitiva a curto prazo. Optou-se então por uma sede provisória. A diretoria da entidade na pessoa de seu presidente, Dr. Hugo Orrico, alugou uma casa grande na praça Coronel Joaquim José, s/n, de propriedade de Da. D'Aurea D'Avila. A Senhora D'Aurea, então locadora, se ofereceu para tomar conta das crianças abrigadas gratuitamente, o que ocorreu a partir de primeiro de agosto de 1965. Ficou estabelecido que ficariam em internato apenas casos de abandono extremo. Os primeiros três meses de aluguel foram pagos na forma de melhorias que se faziam necessárias no imóvel. No dia 22 de outubro de 1965 houve a primeira reunião da diretoria da entidade em sua sede provisória. Graças ao espírito generoso de Dona D'Aurea D'Avila, bem como suas qualidades morais, religiosas e humanas, foi possível a internação de nove crianças, que além de abrigadas, foram matriculadas na escola primária.

## Rodeios e Touradas
De acordo com a ata de reunião do dia 03 de janeiro de 1966, tendo em vista a situação econômica precária da entidade, iniciaram-se as primeiras iniciativas para realização de rodeios e touradas na cidade, para levantamento de fundos. Foram sugeridos pelo senhor José Carneiro Filho os nomes dos senhores Deuselindo Garcia, Wilson Garcia e Calimério da Silva para a realização desta atividade beneficente, nomes que foram aceitos por todos por serem cidadãos reconhecidamente honestos e caridosos.

## Atendimento em sistema de Creche
No início de 1967 a diretoria da entidade decidiu-se por intensificar o atendimento da entidade aos menores carentes através do regime de creche. Através de reuniões com as mães, iniciou-se um trabalho de suporte familiar, sendo que se exigia das famílias que possuíam crianças atendidas, que tivessem em suas casas uma pequena horta de verduras, para que as crianças também em casa pudessem receber uma alimentação de melhor qualidade. Em ata de reunião do dia 02 de março de 1967, Maria Aparecida Orrico, esposa e colaboradora do Dr Hugo Orrico, destaca o trabalho sociológico e familiar que a diretoria do Lar do Menino Jesus vinha fazendo, como visitação a todas as casas das famílias pobres com crianças, verificando quanto ao encaminhamento dos menores para as escolas e orientando a respeito de higiene doméstica. Também era verificado se o compromisso das mães no sentido de formarem hortas em casa e a assiduidade das mesmas nas reuniões periódicas de pais.

## Viveiros de Mudas de Café
Aproveitando ser Caconde uma região propícia ao plantio de Café, o Lar do Menino Jesus montou, com a ajuda e orientação do Engenheiro Agrônomo Dr João Paulo Muniz, viveiros de mudas de café. Desta forma obteve-se uma fonte de renda adicional para a manutenção da entidade, além de proporcionar ocupação e treinamento para os menores em idade de profissionalização.

## Granja
Outra atividade que proporcionou rendimentos para a manutenção da entidade foi a montagem de uma pequena granja.

## Nova sede
Com o término das obras da usina hidroelétrica pela Camargo Correa, três casas de madeira que não seriam mais utilizadas foram doadas ao Lar do Menino Jesus. Estas foram desmontadas e transportadas ao terreno do Lar do Menino Jesus. Após sua montagem, foram utilizadas como sede provisória, até que as obras do primeiro pavilhão fossem concluídas. As obras definitivas em alvenaria foram realizadas conforme projeto do engenheiro Juvenal Nigro Neto.

Primeiras instalações

## Irmandade Religiosa de Campos do Jordão
Ao final de 1973 visitou a entidade a Irmã Odete, superiora da Irmandade Religiosa de Campos do Jordão. A Irmandade decidiu-se por assumir a administração do Lar do Menino Jesus, tendo prestado excelentes serviços por alguns anos. Após a morte de Irmã Odete, a Irmandade decidiu por renunciar aos trabalhos de socorro aos menores carentes no Lar do Menino Jesus.

## 50 anos da fundação

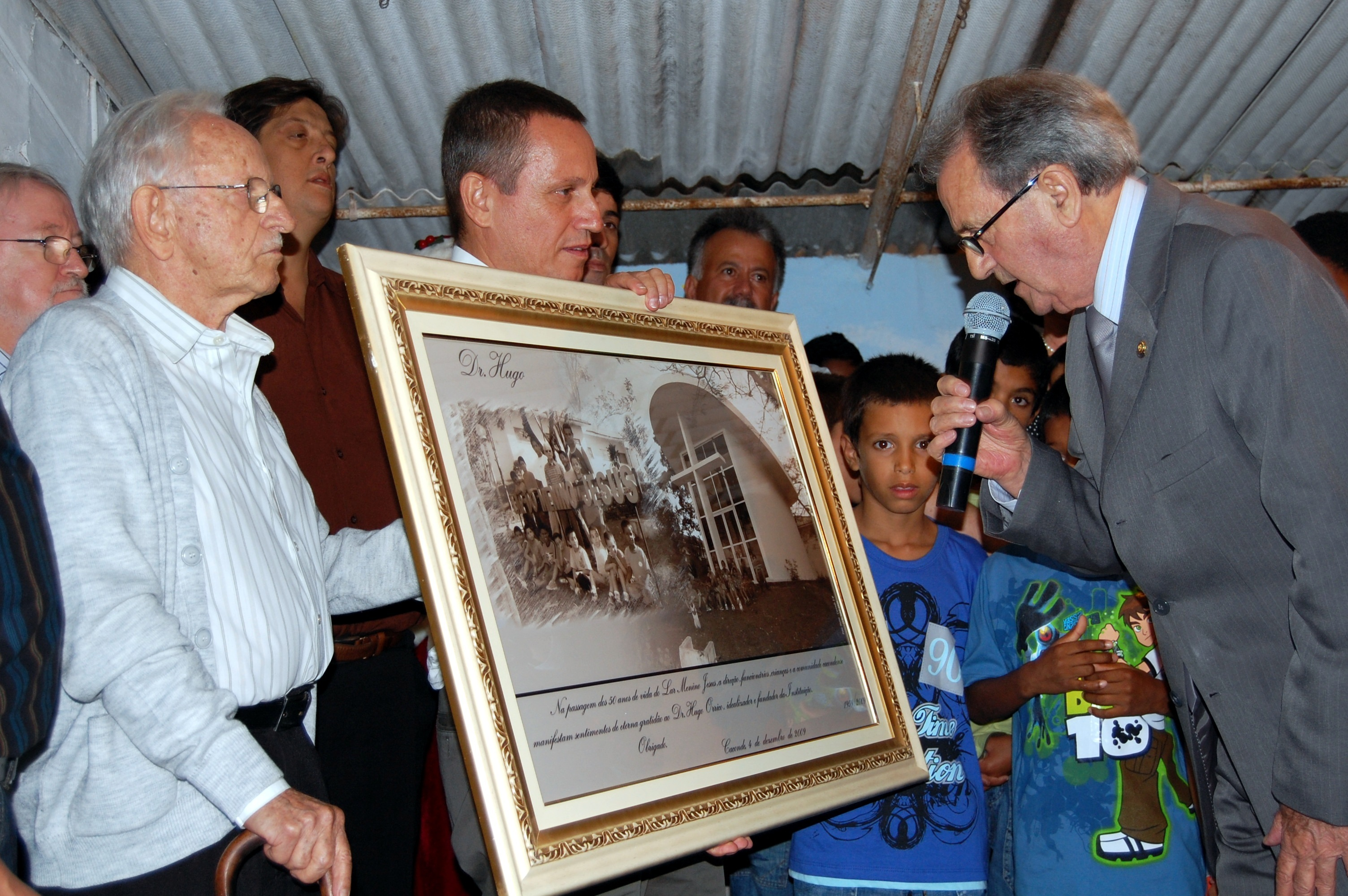
Homenagem ao Dr. Hugo Orrico (esq) pela diretoria do Lar (gestão 2009), tendo como orador o Dr. Reinaldo Maríngoli

Tendo completado cinquenta anos de atividades em 2009, o Lar do Menino Jesus já acolheu ao longo dos anos centenas de crianças, não só da comunidade de Caconde, mas oriundas também da antiga Febem e de outras entidades, em regime de internato e de creche, proporcionando também formação profissional e educacional.